# Limnodriloides vespertinus
Limnodriloides vespertinus är en ringmaskart som beskrevs av Erséus 1982. Limnodriloides vespertinus ingår i släktet Limnodriloides och familjen glattmaskar. Inga underarter finns listade i Catalogue of Life.